# Erzbistum Managua
Das Erzbistum Managua (lateinisch Archidioecesis Managuensis, spanisch Arquidiócesis de Managua) ist eine in Nicaragua gelegene römisch-katholische Erzdiözese mit Sitz in Managua.

## Geschichte
Das Erzbistum Managua wurde am 2. Dezember 1913 durch Papst Pius X. mit der Päpstlichen Bulle Quum iuxta apostolicum effatum aus Gebietsabtretungen des Bistums León en Nicaragua errichtet. Am 19. Dezember 1924 gab das Erzbistum Managua Teile seines Territoriums zur Gründung des Bistums Matagalpa ab.

## Erzbischöfe von Managua
- José Antonio Lezcano y Ortega, 1913–1952
- Vicente Alejandro González y Robleto, 1952–1968
- Miguel Kardinal Obando Bravo SDB, 1970–2005
- Leopoldo José Kardinal Brenes Solórzano, seit 2005

## Weblinks

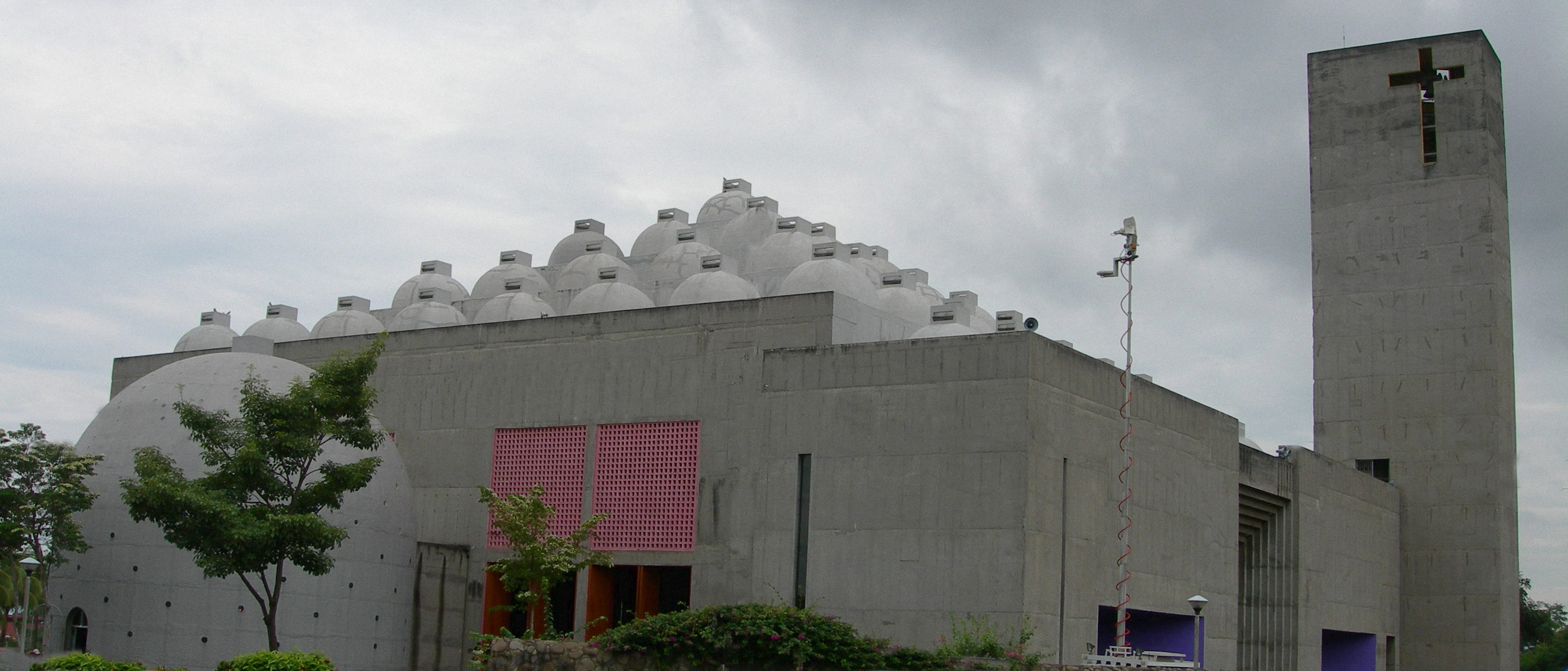
Kathedrale Purísima Concepción in Managua